# Kootenayscolex
Kootenayscolex, o verme dalla testa di setola, è un genere estinto di proto-anellide, anatomicamente simile ai polychaeti o vermi a setola, vissuto nel Cambriano, circa 500 milioni di anni fa, in quella che oggi è la Columbia Britannica. Il genere contiene una singola specie, ossia K. jennyworthyae, conosciuto da un singolo esemplare ritrovato nel 2012. Sembra che sia stato un verme acquatico, composto da 25 segmenti ognuno dei quali presentava circa 56 setole, che probabilmente usava per spingersi attraverso il fango e l'acqua.
Si ritiene che l'unica specie conosciuta nel genere, Kootenayscolex barbarensis, mostri tratti primitivi che mostrano le basi per l'evoluzione degli anellidi moderni, come il segmento della "testa" che presenta ancora tratti da generico segmento del corpo, tanto che presenta anch'essa delle setole, caratteristica assente in tutti gli anellidi moderni conosciuti.

## Descrizione
Il nome di questo verme, Kootenascolex, significa "verme del Kootenay National Park" (nella Columbia Britannica, dove sono stati ritrovati i suoi fossili), mentre il nome specifico, barbarensis, è in onore di Barbara Polk Milstein, una ricercatrice specializzata nelle argilliti di Burgess. Le centinaia di impronte di questo verme ritrovate fino ad ora sono ciascuna non più lunga di un pollice. Si pensa che la sua nicchia ecologica fosse quella di spazzino da fondale.